# Xã Barr Butte, Quận Williams, Bắc Dakota
Xã Barr Butte (tiếng Anh: Barr Butte Township) là một xã thuộc quận Williams, tiểu bang Bắc Dakota, Hoa Kỳ. Năm 2010, dân số của xã này là 11 người.